# غزال (قرية)
قرية غزال هي إحدى القرى التابعة لمركز الضبعة في محافظة مطروح في جمهورية مصر العربية. حسب إحصاءات سنة 2018، بلغ إجمالي السكان في غزال 3,797 نسمة، منهم 1,836 رجل و 1,961 امرأة.